# 博卡尔赫迪
博卡尔赫迪（Bhokarhedi），是印度北方邦Muzaffarnagar县的一个城镇。总人口15973（2001年）。

## 人口
该地2001年总人口15973人，其中男性8634人，女性7339人；0—6岁人口2706人，其中男1447人，女1259人；识字率50.58%，其中男性为58.59%，女性为41.15%。